# Повест о покајању Теофила
Повест о покајању Теофила је хришћански празник. Наиме Теофил је из зависти према епископу предадо душу ђаволу и одрекао се написмено Христа и Богородице. У хришћанској традицији помиње се да се Теофил потом горко покајао, исплакао опроштење од Свете Богородице и после четрдесетодневног поста и сузних молитава, примио натраг написану хартију, коју беше ђаволу дао, и јавно исповедио свој грех у цркви пред епископом и народом. Хришћани верују да када му је епископ дао опроштај и причестио га, Теофилу се засјало лице као сунце.
Српска православна црква слави овај спомен 23. јуна по црквеном, а 6. јула по грегоријанском календару.